# Monstera deliciosa
Monstera deliciosa là một loài thực vật có hoa trong họ Ráy (Araceae). Loài này được Liebm. mô tả khoa học đầu tiên năm 1849.

## Hình ảnh

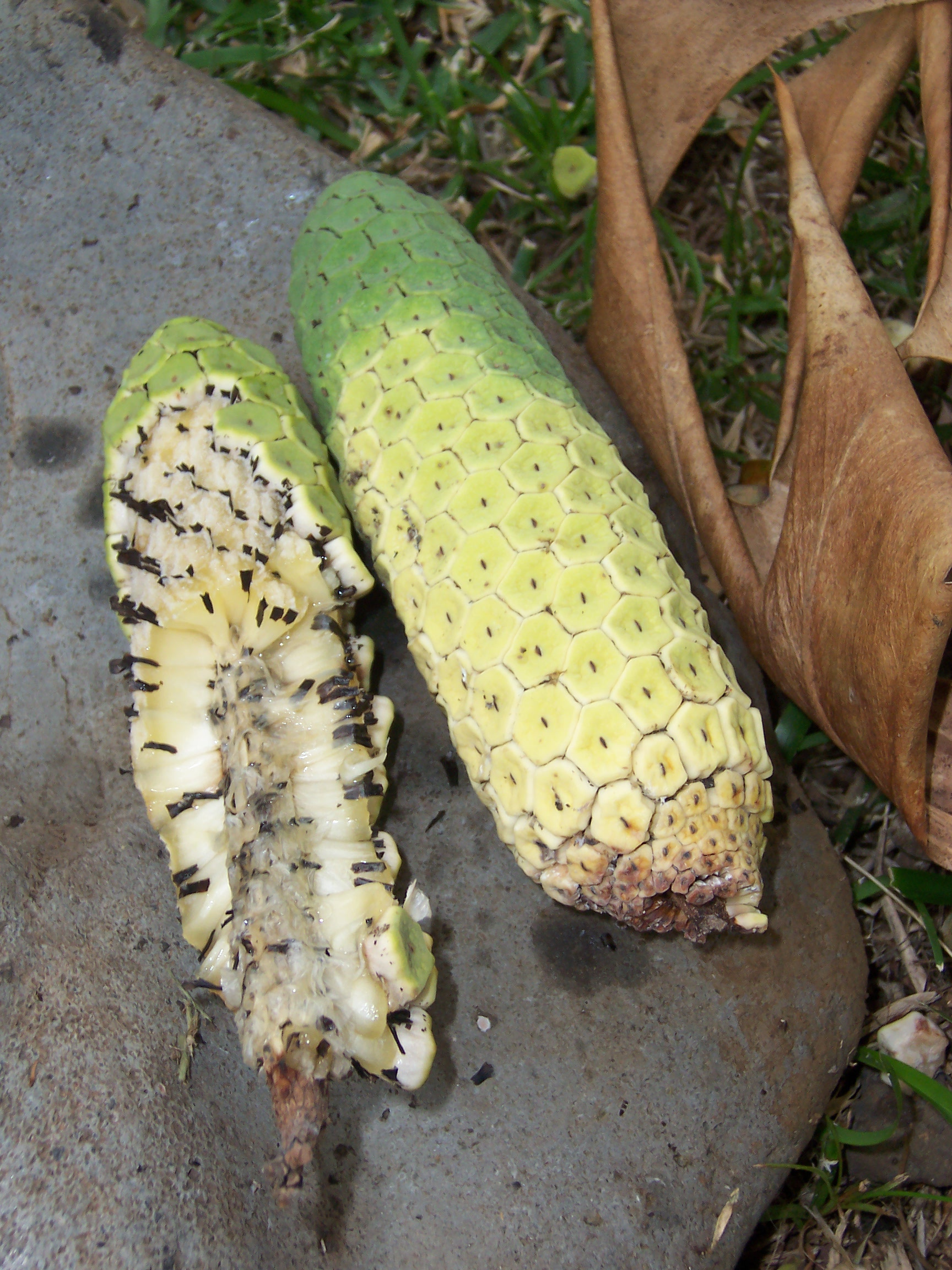
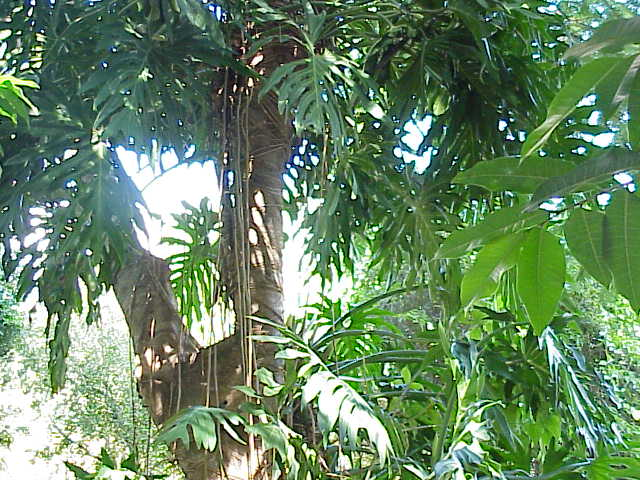
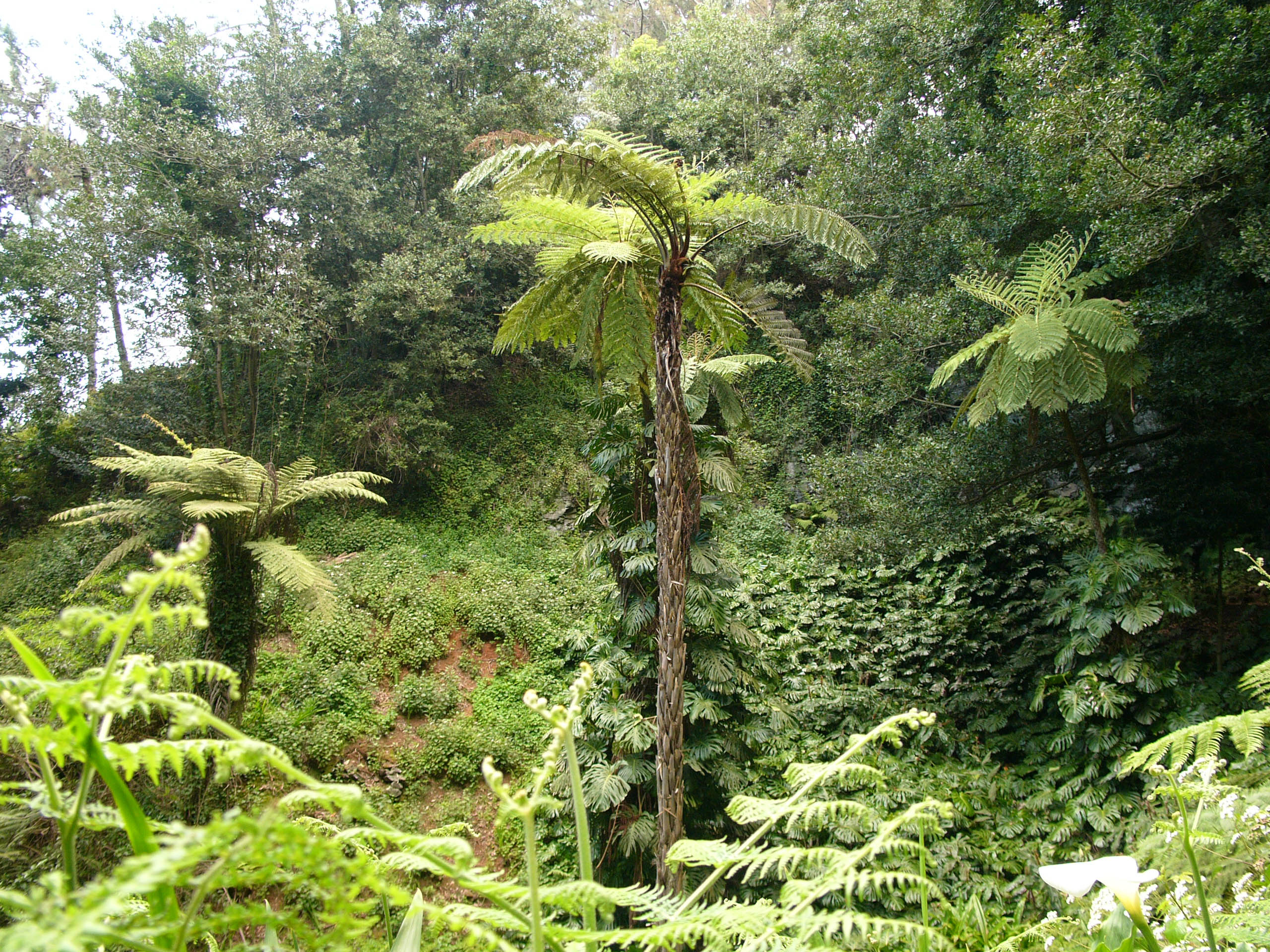
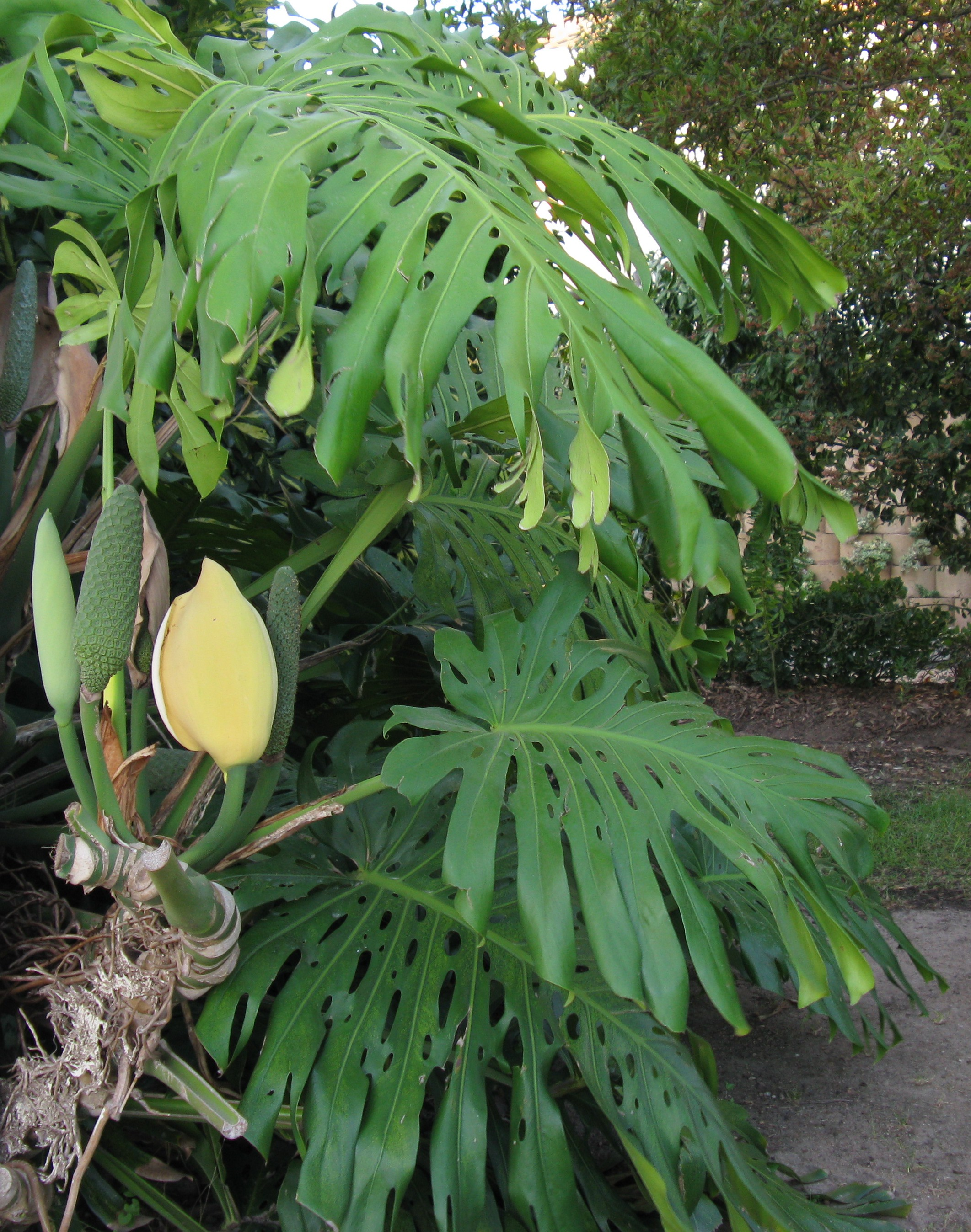